# Kupres (RS)
Kupres (RS) (serbisch-kyrillisch Купрес (РС); nach dem Bosnienkrieg zunächst Srpski Kupres) ist eine der kleinsten Gemeinden in Bosnien und Herzegowina. Sie befindet sich im westlichen Teil der Republika Srpska und entstand durch das Abkommen von Dayton aus drei vormaligen Ortsteilen der Einheitsgemeinde Kupres, die heute zur Föderation Bosnien und Herzegowina gehört. Der Verwaltungssitz ist Novo Selo.

## Geografie
Die Orte Novo Selo und Mrđanovci befinden sich am nördlichen Rand des Kupreško polje auf einer Höhe von 1100 bis 1200 Meter über dem Meeresspiegel. Aufgrund der geographischen Lage kann es dort im Winter bis zu −30° kalt werden. Jedoch sind die Sommer auch hier wie in ganz Bosnien und Herzegowina ziemlich warm, 40º C und mehr sind nicht selten.

## Bevölkerung
Vor dem Bosnienkrieg hatte Novo Selo 320 Einwohner (davon 319 Serben) und Mrđanovci 281 (274). Auch einige südlich gelegene Dörfer hatten eine serbische Bevölkerungsmehrheit, jedoch wurden die Entitätsgrenzen 1995 durch die Frontlinien bestimmt. Zur Volkszählung 2013 hatte Kupres (RS) 300 Einwohner und gehörte damit zu den bevölkerungsärmsten Gemeinden des Landes. 299 von ihnen bezeichneten sich als Serben. Zudem war das Durchschnittsalter mit 53,7 Jahren das höchste in ganz Bosnien.

## Infrastruktur
Die abgelegene Gemeinde ist durch jeweils eine Straße mit der 30 km entfernten Nachbargemeinde in der Republika Srpska, Šipovo, sowie mit dem 17 km entfernten Städtchen Kupres verbunden.